# Фемунн
Фе́мунн (норв. Femund) — третье по площади озеро Норвегии. Расположено на востоке страны, вблизи границы со Швецией, в малонаселённой местности. До поднятия уровня воды в Рёссватне оно было вторым озером страны после Мьёсы. 
Фемунн находится на высоте 662 метров над уровнем моря и, простираясь с севера на юг на 60 километров при ширине от 2 до 9 километров, занимает 203,3 квадратных километров. По сравнению с типичными горными озёрами, оно довольно мелкое: его средняя глубина равняется 29,5 м, а наибольшая глубина составляет 130 метров. 

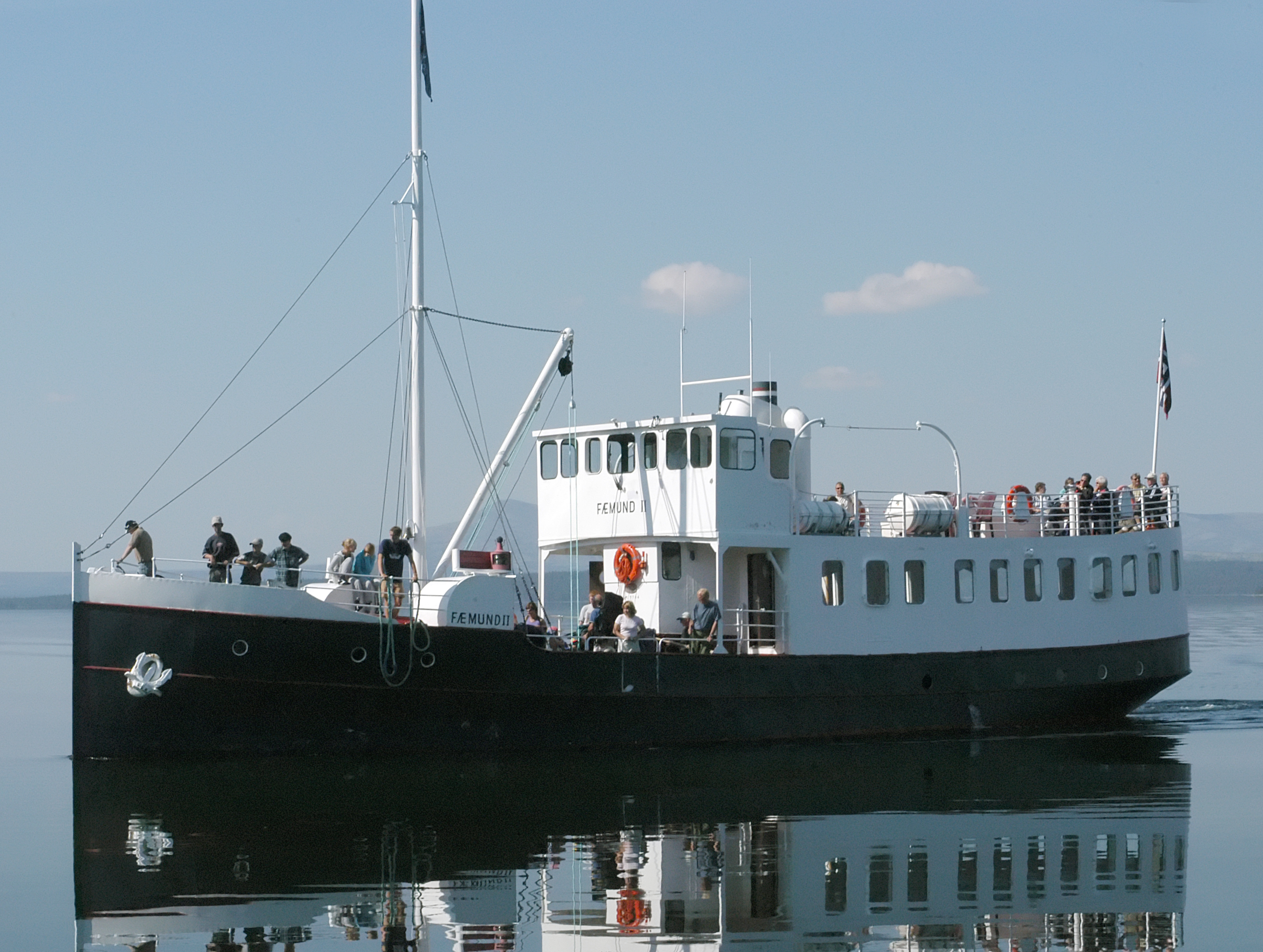
Теплоход Fæmund II

В озере водятся кумжа и сиг проходной. На озеро выходит национальный парк Фемуннсмарка.
В летние месяцы по озеру курсирует туристический теплоход «Fæmund II».
Территория озера поделена между коммуной Энгердал в фюльке Иннландет (южная часть) и коммуной Рёрус в фюльке Трёнделаг (северная часть). Из озера вытекает река Трюсильэльв, которая на границе со Швецией меняет название на Кларэльвен и далее впадает в озеро Венерн.